# Rafał Wojciechowski
Rafał Wojciech Wojciechowski (ur. 5 września 1969 w Warszawie) – polski prawnik, nauczyciel akademicki, prorektor Uniwersytetu Wrocławskiego w kadencji 2016–2020, od 2020 sędzia Trybunału Konstytucyjnego.

## Życiorys
Absolwent XIV Liceum Ogólnokształcącego im. Polonii Belgijskiej we Wrocławiu. W 1993 ukończył studia prawnicze na Uniwersytecie Wrocławskim. Doktoryzował się w 2002 na uczelni macierzystej w oparciu o pracę pt. Societas w twórczości glosatorów i komentatorów, której promotorem był Edward Szymoszek. Stopień doktora habilitowanego uzyskał w 2010 na UWr na podstawie rozprawy zatytułowanej Arbitraż w doktrynie prawnej średniowiecza.
Jako nauczyciel akademicki związany od 1993 z Uniwersytetem Wrocławskim. W 2013 objął stanowisko profesora nadzwyczajnego w Zakładzie Prawa Rzymskiego w Instytucie Historii Państwa i Prawa na Wydziale Prawa, Administracji i Ekonomii UWr. W 2014 został kierownikiem Pracowni Europejskiej Kultury Prawnej. W kwietniu 2016 został wybrany na prorektora Uniwersytetu Wrocławskiego na kadencję 2016–2020 (od 1 września 2016).
W 1998 ukończył aplikację radcowską. W 2010 został wpisany na listę arbitrów rekomendowanych Sądu Arbitrażowego przy Krajowej Izbie Gospodarczej. W 2012 otworzył we Wrocławiu kancelarię notarialną.
Specjalizuje się w prawie rzymskim i jego recepcji w średniowieczu i okresie nowożytnym. W 2006 i 2007 był stypendystą Towarzystwa Maxa Plancka w Max-Planck-Institut für ausländisches und internationales Privatrecht. Został członkiem Polskiego Stowarzyszenia Ekonomicznej Analizy Prawa i kolegium redakcyjnego czasopisma „Arbitraż i Mediacja”.
20 grudnia 2019 z rekomendacji partii Prawo i Sprawiedliwość został wybrany przez Sejm RP sędzią Trybunału Konstytucyjnego. Zaprzysiężony został 7 stycznia 2020 przez prezydenta RP Andrzeja Dudę. Pod koniec 2021 wygrał rządowy konkurs na kandydata do Trybunału Sprawiedliwości Unii Europejskiej (w miejsce ustępującego Marka Safjana). Następnie zrezygnował z objęcia funkcji.

## Życie prywatne
Żonaty z Agatą, ma dwie córki.